# Asthena hamadryas
Asthena hamadryas är en fjärilsart som beskrevs av Inoue 1976. Asthena hamadryas ingår i släktet Asthena och familjen mätare. Inga underarter finns listade i Catalogue of Life.